# 根岸明美
根岸 明美（、1934年〈昭和9年〉3月26日 - 2008年〈平成20年〉3月11日）は、日本の女優。本名は同じ。東京市麻布区出身。大妻高等女学校（現・大妻中学校・高等学校）中退。富士企画に所属していた。

## 略歴
高校中退後、1948年、日劇ダンシングチーム（6期生）に入団。母親の美代子は戦前に宝塚少女歌劇団（現・宝塚歌劇団）の宝塚歌劇団9期生の元タカラジェンヌだった。
1953年、アナタハンの女王事件をジョセフ・フォン・スタンバーグが映画化した際に、オーディションで見出されて『アナタハン』で主演デビュー。以後、映画、テレビを中心に活躍。
166cmと大柄で豊満でありながら引き締まった肢体で人気を集めたが「肉体派女優」と見られることを嫌って、演技を磨いて『赤ひげ』『どですかでん』などに出演。「演技もできる」妖艶な魅力を持った女優として人気を博した。『さらばラバウル』『獣人雪男』『キングコング対ゴジラ』の監督を務めた本多猪四郎は、根岸の持つ一味違った雰囲気が自身の作品に合っていたと述べている。
2008年3月11日、卵巣癌のため川崎市の病院で死去。73歳没。
特技は西洋舞踊。
俳優の山田真二とは家族ぐるみで交友があり、山田の姉である舞踏家の山田奈々子は、根岸について自己流で生きている面白い人であったと評している。

## 出演

### 映画
- アナタハン（1953年） - 惠子
- 赤線基地（1953年）
- さらばラバウル（1954年）
- 魔子恐るべし（1954年）
- 33号車応答なし（1955年）

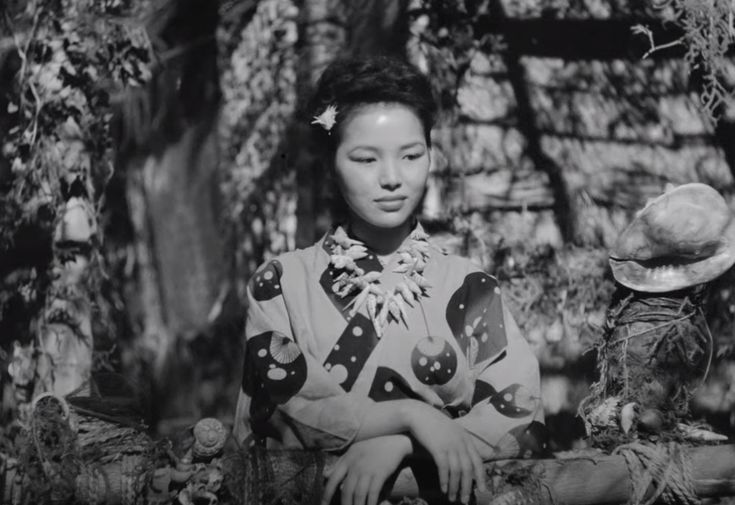
『アナタハン』

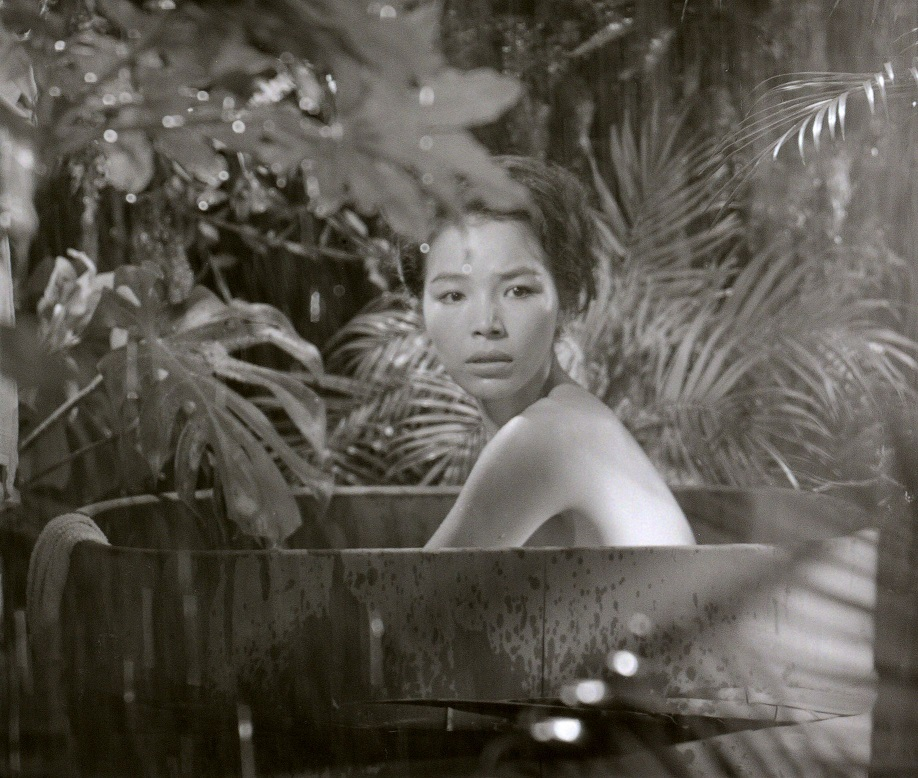
『アナタハン』

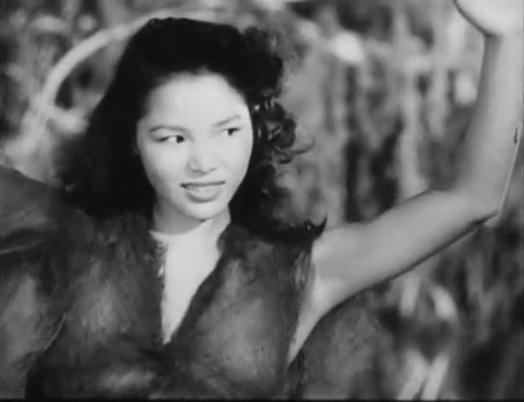
『アナタハン』

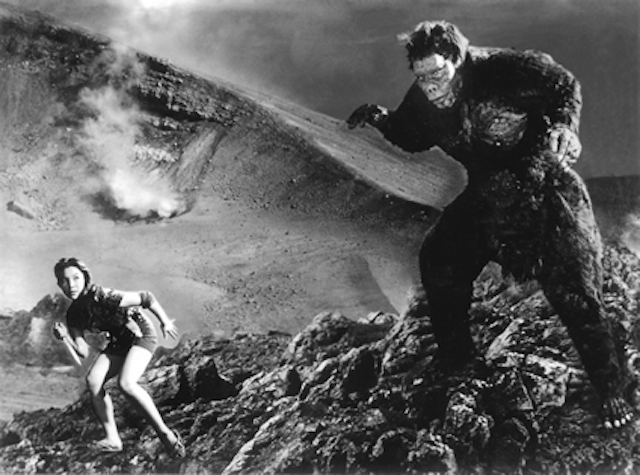
『獣人雪男』

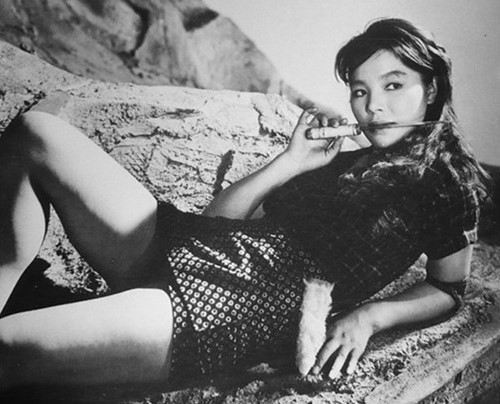
『獣人雪男』

- 獣人雪男（1955年） - チカ[1][2]
- あすなろ物語（1955年） - 雪枝
- 生きものの記録（1955年） - 栗林朝子
- 驟雨（1956年） - 雛子
- 暗黒街（1956年） - 安達夏江
- 婚約三羽烏（1956年） - お仙
- 妻の心（1956年） - 澄子
- 嵐の中の男（1957年）
- わが胸に虹は消えず
  - わが胸に虹は消えず 第一部（1957年）
  - わが胸に虹は消えず 第二部（1957年）
- どん底（1957年） - おせん
- 花嫁三重奏（1958年） - 信子
- 東京の休日（1958年）
- 名もなく貧しく美しく（1961年） - 竜光寺浩子
- キングコング対ゴジラ（1962年） - チキロの母[出典 3]
- 親分を倒せ（1963年） - 弓子
- 図々しい奴（1964年）
  - 続・図々しい奴（1964年）
- 眠狂四郎女妖剣（1964年） - 巫女青峨
- 赤ひげ（1965年） - おくに
- おれについてこい!（1965年） - 増尾光枝
- 喜劇急行列車（1967年） - あけみ
- 怪談 蛇女（1968年） - 大沼政江
- ケメ子の唄（1968年）
- ㊙女子大生 妊娠中絶（1969年） - 安久里
- でんきくらげ（1970年） - トミ
- 女たらしの帝王（1970年） - セシール華田
- しびれくらげ（1970年） - 圭子
- どですかでん（1970年） - 渋皮のむけた女
- 遊び（1971年） - 少年の母
- 未亡人ごろしの帝王（1971年） - 佐々本令子
- セックス喜劇　鼻血ブー（1971年）
- 女囚さそりシリーズ
  - 女囚701号/さそり（1972年） - 大塚
  - 女囚さそり 701号怨み節（1973年） - 南村看守
- 女生きてます 盛り場渡り鳥（1972年） - 春江
- 不良姐御伝 猪の鹿お蝶（1973年） - 仕立屋お銀
- としごろ（1973年）
- やさぐれ姐御伝 総括リンチ（1973年） - お定
- 修羅雪姫（1973年） - タジレのお菊
- 従軍慰安婦（1974年）
- 鴎よ、きらめく海を見たか めぐり逢い（1975年） - 倉田松代
- はつ恋（1975年）
- 竹山ひとり旅（1977年）
- 危険な関係（1978年）
- オリオンの殺意より 情事の方程式（1978年）
- もっとしなやかに もっとしたたかに（1979年）
- 絞殺（1979年） - 女B
- もう頬づえはつかない（1979年）
- 遠雷（1981年） - あや子の母
- 軽井沢夫人（1982年）
- 父と子（1983年） - 工藤由枝
- 細雪（1983年） - 下妻夫人
- 落陽（1992年）
- マーシーの禁断! お嬢様学園危機イッパツ（1993年）

### テレビドラマ
- お気に召すまま（1962年、NET）
  - 第5話「幽霊会社」
  - 第20話「しあわせは永遠（とわ）に」
- スパイキャッチャーJ3（1965年 - 1966年、NET）
- 銭形平次 第14話「七人の花嫁」（1966年、CX）
- 松本清張シリーズ / 鉢植を買う女（1966年、KTV）
- 三匹の侍（CX）
  - 第4シリーズ 第7話「刺客」（1966年） - お駒
  - 第5シリーズ 第1話「われらお尋ね者」（1967年） - お里
- 眠狂四郎 第21話「水月剣」（1967年、CX）
- ザ・ガードマン（TBS / 大映テレビ）
  - 第169話「結婚式大泥棒」（1968年）
  - 第177話「女猫宝石泥棒」（1968年）
  - 第193話「葬式強盗団」（1968年）
  - 第241話「生まれたわが子はお化けの赤ちゃん」（1969年）
  - 第245話「何が幽霊屋敷に起こったか」（1969年）
  - 第254話「マンションは女の戦場」（1970年）
  - 第269話「団地奥さんがスターになる方法」（1970年）
  - 第274話「妻の浮気は死を招く」（1970年）
  - 第291話「バクチで稼ごう! 団地奥さん」（1970年）
  - 第310話「女子学園スキャンダル殺人」（1971年）
  - 第316話「うるさい奥さんをうまく殺す方法」（1971年）
  - 第336話「セクシー娘・お色気捕物帖」（1971年） - まゆみ
- 刑事さん 第2シリーズ 第12話「二度死んだ男」（1968年、NET / 東映）
- 帰って来た用心棒 第11話「弦月の下」（1968年、NET）
- キイハンター（TBS）
  - 第29話「その名は女番外地」（1968年）
  - 第43話「幽霊と五人の札付き女」（1969年）
  - 第62話「宝の山は地獄の一丁目」（1969年）
  - 第106話「宝石ギャング珍道中」（1970年）
  - 第190話「キイハンター浮気団地で大暴れ! 」（1971年） - 服部ヤエ子
  - 第216話「ギャーッ! 女だけを殺す病院」（1972年）
- プロファイター 第1話「素顔の美しい女」（1969年、NTV）
- プレイガール（12ch）
  - 第6話「女は裸で勝負する」（1969年）
  - 第52話「鉄火肌けんか仁義」（1970年）
- フジ三太郎 第37話「豊かなことはいいことだ」（1969年、TBS）
- 鬼平犯科帳（八代目松本幸四郎版）第11話「老盗の夢」（1969年、NET / 東宝）‐ おとよ
- 時間ですよ（1970年、TBS）
- ポーラテレビ小説 / 花もめん（1970年、TBS）
- 遠山の金さん捕物帳（NET / 東映）
  - 第25話「幽霊に好かれた男」（1970年） - お時
  - 第89話「喧嘩を仕組んだ男」（1972年） - おせん
- 徳川おんな絵巻 第15話「幻の姦通」、第16話「愛と野望と」（1971年、KTV）
- 銀河ドラマ / 霧の旗 （1972年、NHK） - 木元信子
- 水戸黄門 第4部 第8話「忍び狩り-米沢-」（1973年、TBS） - 浦野
- ウルトラマンタロウ 第27話「出た! メフィラス星人だ!」（1973年、TBS / 円谷プロ） - 史男の母
- 赤ひげ 第14話「虎落笛」（1973年、NHK）
- 雑居時代 第23話「末は大物?」（1974年、NTV） - 田中加奈子
- 非情のライセンス 第1シリーズ 第51話「兇悪の逃亡者」（1974年、NET） - 深沢美弥子
- 事件狩り 第1話「なぜ死を急ぐ! 若者たち」（1974年、TBS / 大映テレビ）
- 高校教師 第7話「先生に女心はわからない」（1974年、12ch） - 白川夕子
- 夜明けの刑事 第9話「襲われた女家族」（1974年、TBS / 大映テレビ）　- 質屋客のホステス
- 傷だらけの天使 第25話「虫けらどもに寂しい春を」（1975年、NTV） - 中野弘子
- 太陽にほえろ! （NTV / 東宝）
  - 第152話「勇気」（1975年） - 大里夫人
  - 第523話「ゴリさん,死の対決」（1982年） - 浅野恭子
  - 第592話「空白0.5秒」（1984年） - 江口春江
  - 第652話「相続ゲーム」（1985年） - 荻尾智子
- ふりむくな鶴吉 第35話「花火の夜」（1975年、NHK）
- 鬼平犯科帳（丹波哲郎版） 第23話「盗人姉妹」（1975年、NET） - お今
- 伝七捕物帳（NTV）
  - 第108話「行くも戻るも地獄道」（1976年） - ぼたん
  - 第133話「強虫嬶に弱虫亭主」（1977年） - おなか
- 愛が見えますか（1976年、NTV）
- 華麗なる刑事 第1話「月曜日には紅いバラを」（1977年、CX） - 居酒屋女主人
- 土曜ドラマ（NHK）
  - 優しい時代（1978年） - 川原の母
- 俺たちの祭 第16話「孤独のさけび」（1978年、NTV）
- 熱中時代・刑事編 第15話「紫色の熱中刑事」（1979年、NTV） - 九條綾子
- 必殺仕事人 第31話「弓技標的はずし」（1979年、ABC） - お梶
- 噂の刑事トミーとマツ （TBS / 大映テレビ）
  - 第1シリーズ（1980年）
    - 第13話「銭湯でタイホ! 刑事も裸、犯人も裸」 - 三村夫人
    - 第51話「どじどじコンビと恐怖の女すり団」 - 大岩虎子

  - 第2シリーズ 第27話「トミマツ卒倒! 出たァアメリカ仕込みの蛇女」（1982年） - 大蛇のおかつ
- 3年B組金八先生 第1シリーズ（1980年、TBS）- 屋島勝子
- 大捜査線シリーズ追跡「悪魔のような女」（1980年、CX)-石崎加奈子
- ザ・ハングマンシリーズ（ABC）
  - ザ・ハングマン 第33話「団地妻を喰らうゴキブリたち」（1981年） - 金沢富子（白バラ会会長）
  - ザ・ハングマンII 第23話「女帝の色と欲・ニセ秘宝展を暴け」（1982年） - 村越ミサ（村越交易社長）
- 吉宗評判記 暴れん坊将軍 第157話「呪われた千両箱」（1981年、ANB） - おしげ
- 土曜ワイド劇場 / 考古学者シリーズ 第1作「息子殺し」 （1981年、ANB）
- 秋なのにバラ色（1981年、MBS） - 玉井キミ子
- 特捜最前線 第259話「二人の街の天使!」（1982年、ANB）
- 同心暁蘭之介 第21話「切腹」（1982年、CX）
- リラックス〜松原克己の日常生活（1982年11月13日、KTV） - 織原
- 月曜ワイド劇場 (ANB)
  - 妻は何をしたか（1983年1月）
  - 女子少年院」（1983年10月）
  - 白い涙（1984年8月）
  - 思秋期VS思春期（1985年7月）
  - ときめきキラリ! 女は結婚上手!（1986年4月）
- 大奥 第29話「渚の体験」（1983年、KTV）
- 銀河テレビ小説（NHK）
  - 迷惑かけてありがとう（1984年） - 伸子
- 真夜中の匂い（1984年、CX） - 石川シゲ
- ママたちが戦争を始めた!（1985年、NTV） - 浅香芳子
- うちの子にかぎって パート2 第4話「骨まで愛して」（1985年、TBS） - 五十嵐幸子
- 時にはいっしょに（1986年、CX） - 小料理屋女将
- 火曜サスペンス劇場（NTV）
  - 虚構の空路（1987年12月、大映映像）
  - 密閉島（1988年8月、日本映像） - 荒川
  - 小京都ミステリー 第1作「小京都連続殺人事件」（1989年） - 松村佳代
  - 森村誠一の怒りの樹精（1992年1月、日本映像）
- 長七郎江戸日記 第3シリーズ「がめつい女?」（1990年、NTV / ユニオン映画） - おやす
- 青春家族（1989年、NHK）
- 珠玉の女（1992年10月 - 1993年3月、YTV）- 千代
- 半七捕物帳 第6話「花吹雪! 女親分」（1992年、NTV / ユニオン映画）
- オバサン、咲いた!（1993年6月19日、NHK）

### その他の番組
- 一枚の写真 (CX)